# Bayram Khoja
Bayram Khodja (+ 1380) fou emir dels qara qoyunlu, el primer que va gaudir d'un poder per damunt de la direcció de la tribu.
Pir Muhammad, cap dels turcmans sutayli, als que els qara qoyunlu estaven sotmesos, va morir assassinat el 1350 per un dels seus amirs de nom Husayn Beg ibn Tay Bugha que va ocupar el seu lloc però al seu torn fou assassinat el 1351 per l'amir Bayram Khodja; no obstant Ordu Bugha, nebot de Husayn Beg, prengué el control de la capital Mossul, però aviat Bayram va imposar la seva hegemonia a les tribus i va entrar a Mossul on va designar al seu germà Berdi Khodja com a governador (nominalment restaven governadors ilkhànides, en la pràctica djalayàrides).
La major part dels diversos emirs turcs locals de la regió entre Mossul i Akhlat van esdevenir els seus vassalls, però un d'aquests, Malik Mansur, emir ortúquida de Mardin, es va oposar al seu domini i es va queixar al sobirà djalayàrida Uways. Aquest va sortir de Bagdad la primavera del 1366, va ocupar Mossul defensada per Berdi Khodja i es va dirigir a Mardin on fou rebut per Malik Mansur i va passar el mes de maig (ramadà), i després es va dirigir contra Bayram Khan que pasturava per la regió de Muş al Taron. Bayram fou derrotat i va haver de reconèixer Uways, i obeir les seves ordes, després del qual Uways es va dirigir amb les seves forces en direcció a Tabriz via Aghri.
Bayram torna a aparèixer revoltat el 1371 quan va assetjar Mossul que segurament havia quedat en poder d'Uways, i el 1372 quan va ocupar Sindjar. El 1374 va morir Uways i després de la breu pujada al poder de Hasan ibn Uways (assassinat pels amirs), Bayram no va reconèixer el nou sobirà djalayàrida Shaykh Husayn ibn Uways, i es va apoderar de Sürmeli, Ala Kilise, Khoy, Nakhitxevan i altres llocs.
Husayn, i l'amir Adil Aka que era qui tenia el poder, van organitzar una expedició contra Bayram que es va haver de sotmetre el 1377 encara que en condicions força suaus. A la seva mort el 1380, Bayram dominava de Mossul a Erzurum. El va succeir el seu nebot Kara Mehmed.